# Kedumsbergen

Kedumsbergen är en höjdsträckning på gränsen mellan Vara kommun och Essunga kommun i Västergötland. Bergen utgör en geologisk gräns mellan grå gnejs i väster och röd gnejs i öster. De ligger väster om en förkastningszon i nord-sydlig riktning, en mylonitzon, vilken även bildar Kållands östsida och som sänkt berggrunden i öster omkring 60 meter.
Kedumsbergen ligger på linje mellan Nossebro i sydväst och Stora Levene i nordost, och skiljer Varaslätten i öster från Grästorpsslätten i väster. Högsta punkt är Gärbodklint (132 meter över havet), som ligger i Ryda församling i Vara kommun. Vid Ravelsbacke i norra delen av höjdområdet (Ryda församling) ligger ett naturminne. I nordligaste delen korsas Kedumsbergen av riksväg 47 samt av järnvägen mellan Vara och Grästorp.